# Beardmore W.B.V
Beardmore W.B.V là một mẫu thử máy bay tiêm kích hai tầng cánh trang bị cho tàu chiến của Anh trong Chiến tranh thế giới I.

## Tính năng kỹ chiến thuật
Dữ liệu lấy từ Jane's Fighting Aircraft of World War I.
Đặc điểm tổng quát
- Kíp lái: 1
- Chiều dài: 26 ft 7 in ( m)
- Sải cánh: 35 ft 10 in ( m)
- Chiều cao: 11 ft 10 in ( m)
- Diện tích cánh: 394 ft2 (36.6 m2)
- Trọng lượng rỗng: 1.860 lb (845 kg)
- Trọng lượng có tải: 2.500 lb (1.136 kg)
- Động cơ: 1 × Hispano-Suiza 8, 200 hp (149 kW)

Hiệu suất bay
- Vận tốc cực đại: 112 mph (180 km/h)
- Vận tốc tắt ngưỡng: <45 mph ( km/h)
- Thời gian bay: 2 giờ  30 phút
- Trần bay: 14.000 [2] ft (4.270 m)

Vũ khí trang bị
- 1 pháo bắn nhanh Le Puteaux 37 mm hoặc 1 súng máy Vickers và 1 súng máy Lewis .303 in[3]